# Livonská vlajka

Livonská vlajka
Poměr stran: 1:2

Livonská vlajka je vlajka užívaná k reprezentaci Livonského národa. Poměr barev vlajky je stejný jako u lotyšské vlajky, tedy 2:1:2, a poměr výšky a šířky vlajky je stanoven na 1:2. Zelená barva reprezentuje lesy, bílá pobřeží a modrá moře. To odkazuje na livonskou kulturu rybaření, kdy se rybář dívá z moře na pobřeží. Vlajku zavedla Livonská unie a byla poprvé užita v roce 1923.
Livonců (či Lívů) žije v Lotyšsku necelé dvě stovky.

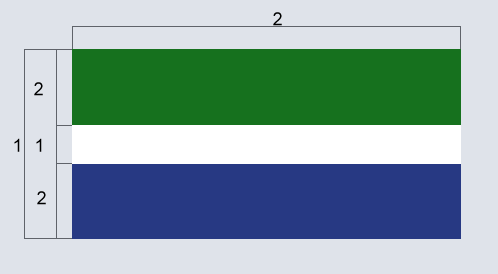
Rozměry livonské vlajky